# مارتن جون سبالدينغ
مارتن جون سبالدينغ (بالإنجليزية: Martin John Spalding)‏ هو كاهن كاثوليكي أمريكي، ولد في 23 مايو 1823 في رولينغ فورك في الولايات المتحدة، وتوفي في 7 فبراير 1872 في بالتيمور في الولايات المتحدة.